# カナロア
カナロア（Kanaloa）は、ハワイ神話に伝わる四大神の一柱。海神であり、イカかタコの姿で現され、魔法と冥界の神としての側面も持つ。
ハワイ神話を含むポリネシア神話で広く伝えられてきた神で、ハワイ以外では最も重要な神になっている。マオリ語ではタナロア（Tangaroa）と呼ばれる。悪魔の蛸ロゴ・トゥム・ヘレ（Rogo-Tumu-Here）との戦いが有名である。タナロアとした場合の姿は魚と爬虫類が入り混じる魚龍の姿である。写真のように人の姿で現す場合もある。タヒチ語ではタアロア(Ta'aroa)と呼ばれる神である。ハワイ語には「t」と「r」の発音がなく、それぞれ「k」と「l」になっている。

## その他
カナロアと称する競走馬、および頭に「ロード」の冠名を付したGI馬ロードカナロアが存在する。いずれも「カナロア」部分のスペルは"Kanaloa"である。